# 加平出入口

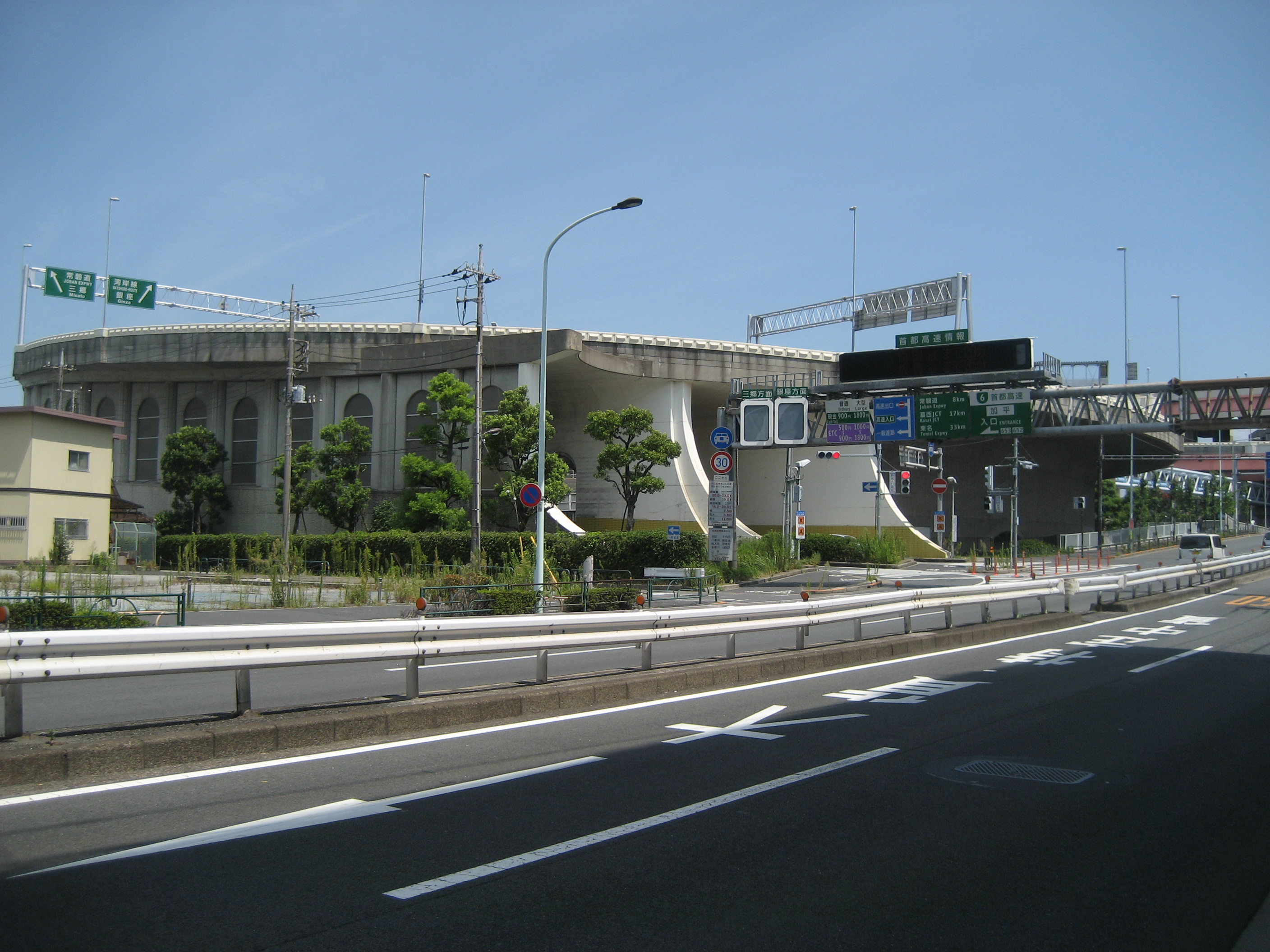
加平出入口（環七通り外回り側出入口）

加平出入口（かへいでいりぐち）は、東京都足立区にある首都高速道路6号三郷線の出入口である。上下線双方の出口・入口とも設置されているフルインターチェンジである。
2022年（令和4年）4月1日以降、上下線ともに入口はETC専用となっている。

## 連絡している道路

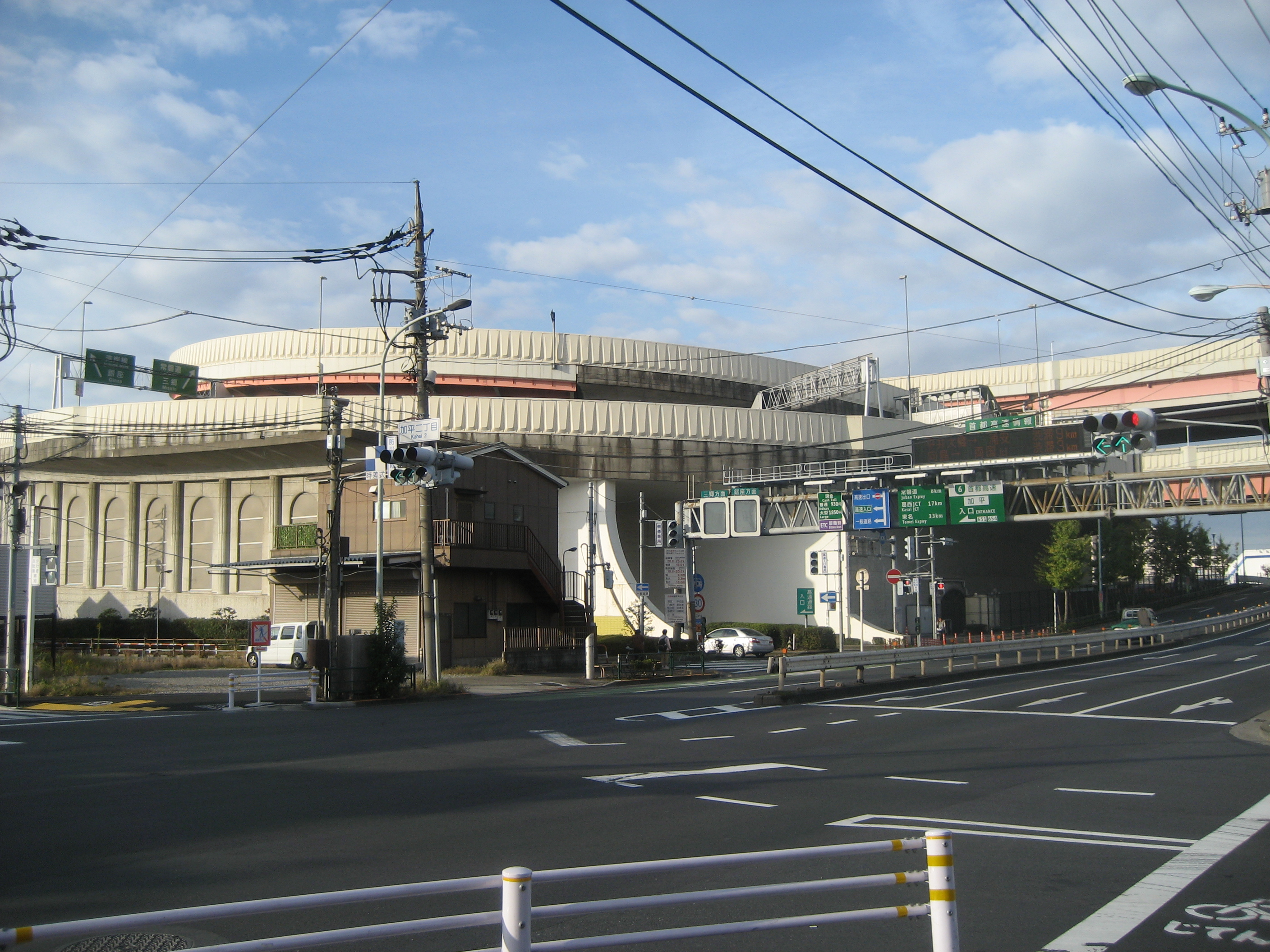
加平出入口（環七通り内回り側出入口）

- 東京都道318号環状七号線（環七通り）

## 特徴
- 入口から本線への合流が2回ある（環七の内回り・外回りでランプウェイが別々に設置されているため）
- 入口のランプウェイは環七との高低差を処理するため、道をループ状にしている。
- 下り→環七外回り、上り→環七内回りも入口と同様のランプウェイの構造となっている。
- 下り→環七内回り、上り→環七外回りのランプウェイは、環七通りに接続する側道に直接下りる構造になっている。
- 下り線には加平パーキングエリアが併設されている。しかし、加平パーキングエリア→加平出口の利用は出来ない。

## 周辺
- 東京地下鉄千代田線 北綾瀬駅
- つくばエクスプレス 青井駅
- つくばエクスプレス 六町駅
- 東京地下鉄千代田線・JR常磐線 綾瀬駅
- 綾瀬警察署
- 足立区立加平小学校
- 東京地下鉄綾瀬工場
- 足立区立東加平小学校
- しょうぶ沼公園
- 東綾瀬公園
- 足立区立青井小学校
- 足立区立青井中学校
- 首都高速道路株式会社加平補修基地

## 料金所

### 環七内回り側入口
- レーン数：2 
  - ETC専用：1
  - ETC/サポート：1

### 環七外回り側入口
- レーン数：2 
  - ETC専用：1
  - ETC/サポート：1

## 隣
首都高速6号三郷線
小菅JCT - 加平PA - (651,652,653,654)加平出入口 - (655,656)八潮南出入口